# Košarkaški klub Smederevo 1953
Il Košarkaški klub Smederevo è una società cestistica avente sede nella città di Smederevo, in Serbia.
Fondata nel 1953, disputa il campionato serbo.
Gioca le partite interne nella Sports Hall Smederevo, che ha una capacità di 2.600 spettatori.